# Barrage de Siliana
Le barrage de Siliana (arabe : سد سليانة) est un barrage tunisien inauguré en 1991 sur l'oued Siliana, à sept kilomètres au nord de Siliana.
Le barrage a une capacité de 53 millions de mètres cubes.